# Los siete pecados de la memoria
Los siete pecados de la memoria: Cómo la mente olvida y recuerda es un libro escrito por Daniel Schacter, anterior director general del departamento de Psicología de la Universidad de Harvard e investigador de la memoria humana. 
El libro gira en torno a la teoría de que «los siete pecados de la memoria» son similares a los Siete pecados capitales y que si uno trata de evitar cometer estos pecados, ayudará a mejorar su capacidad de recordar. Él argumenta que este perfil de la memoria humana no es necesariamente malo y que de hecho tiene un propósito útil para la memoria. Por ejemplo, la persistencia es uno de los pecados de la memoria que pueden acarrear consecuencias como el síndrome de estrés postraumático. Sin embargo, la persistencia es algo necesario para la memoria a largo plazo y por ende sí es esencial.

## Visión general
Schacter afirma que «el mal funcionamiento de la memoria puede ser dividido en siete transgresiones fundamentales o "pecados"». Estos son: Transitoriedad, Distracción, Bloqueo, Atribución errónea , Sugestión, Parcialidad y Persistencia. Los primeros tres se describen como pecados por omisión, ya que el resultado es un fallo al recordar una idea, un hecho o un acontecimiento. Los otros cuatro pecados (Atribución errónea, Sugestión, Parcialidad y Persistencia) son pecados de comisión, que significa que hay una forma de memoria presente, pero no es con la fidelidad deseada o el hecho deseado, acontecimiento o idea.

## Pecados de la memoria

### Transitoriedad
Es una notable disminución de la retentiva debido al paso del tiempo, esta disminución conlleva a un olvido que a veces puede implicar la pérdida literal de la información.

### Distracción
Este tipo de anomalía de la memoria involucra problemas hasta el punto en donde la atención y la memoria se interconectan. Los errores comunes de este tipo incluyen extraviar las llaves, anteojos u olvidar citas, porque en el momento de codificación no se prestó la debida atención, de lo que más tarde se tendría que recordar...

### Bloqueo
El bloqueo es cuando el cerebro intenta recuperar o codificar información, pero otro recuerdo se interfiere. El bloqueo es el principal causante del fenómeno de «en la punta de la lengua» (una inaccesibilidad temporal de información almacenada). Hay dos tipos de bloqueo: el proactivo y el retroactivo.

### Atribución errónea
La atribución errónea es el primero de los pecados por comisión que es discutido en el libro. Conlleva la recolección correcta de información junto con recolección incorrecta de la fuente de dicha información. Por ejemplo, una persona que es testigo de un asesinato después de haber visto un programa de televisión, puede incorrectamente culpar del asesinato a alguien a quien vio en el programa de televisión. Este error tiene consecuencias profundas en el sistema legal, por su prevalencia desconocida y la confianza que usualmente reposa en la habilidad de la persona de saber la fuente de la información, importante para la identificación del sospechoso.

### Sugestión
La sugestión es en algo parecida a la atribución errónea. Las memorias del pasado son a menudo influenciadas por la manera en la que son recordadas y cuando solo se hace un énfasis sutil en ciertos aspectos en donde puede parecerse a un tipo específico de memoria, estos aspectos específicos son a veces incorporados en la recolección, ya sea que hayan o no ocurrido. Por ejemplo, una persona que ve que se está cometiendo un crimen a manos de un hombre pelirrojo. Después de haber leído en el periódico que el crimen fue perpetuado por un hombre de pelo chocolate, el testigo “recuerda” a un hombre de pelo chocolate en vez de a un hombre pelirrojo.

### Parcialidad
El pecado de parcialidad es similar al pecado de la sugestión, en el cual los sentimientos y la visión global de una persona distorsionan los recuerdos de eventos pasados. Esto puede aplicarse a incidencias específicas y de concepciones generales que uno tiene de ciertos periodos en la vida. Esto ocurre parcialmente por recuerdos codificados mientras la persona está sintiendo cierto nivel de alerta y cierto tipo de emociones vienen a la mente más rápido cuando una persona se encuentra de un humor similar. De este modo, un adulto satisfecho puede recordar con afecto su niñez, inducido por recuerdos positivos de esos momentos en donde no necesariamente sea la representación de su estado de ánimo promedio durante su niñez.

### Persistencia
El fallo del sistema de la memoria involucra el recordar información perturbadora no deseada. Este recuerdo puede variar, siendo desde un error cometido en el trabajo hasta una experiencia verdaderamente traumática, y estos recuerdos persistentes pueden llevar a la aparición de fobias, estrés postraumático e inclusive suicidio, especialmente en instantes intrusivos o de irritación.